# Дражевићи (Нова Варош)
Дражевићи су насеље у Србији у општини Нова Варош у Златиборском округу. Према попису из 2022. било је 315 становника.

## Демографија
У насељу Дражевићи живи 345 пунолетних становника, а просечна старост становништва износи 41,9 година (39,7 код мушкараца и 44,3 код жена). У насељу има 141 домаћинство, а просечан број чланова по домаћинству је 2,97.
Ово насеље је великим делом насељено Србима (према попису из 2002. године), а у последња три пописа, примећен је пад у броју становника.
|  |

| Демографија | Демографија | Демографија |
| Година      | Становника  | Становника  |
| ----------- | ----------- | ----------- |
| 1948.       | 568         |             |
| 1953.       | 519         |             |
| 1961.       | 596         |             |
| 1971.       | 558         |             |
| 1981.       | 511         |             |
| 1991.       | 494         | 494         |
| 2002.       | 419         | 420         |

| Етнички састав према попису из 2002.‍ | Етнички састав према попису из 2002.‍ | Етнички састав према попису из 2002.‍ | Етнички састав према попису из 2002.‍ | Етнички састав према попису из 2002.‍ |
| ------------------------------------ | ------------------------------------ | ------------------------------------ | ------------------------------------ | ------------------------------------ |
|                                      |                                      |                                      |                                      |                                      |
| Срби                                 | Срби                                 |                                      | 416                                  | 99,28%                               |
| Хрвати                               | Хрвати                               |                                      | 2                                    | 0,47%                                |
| непознато                            | непознато                            |                                      | 1                                    | 0,23%                                |

| Година пописа     | 1948. | 1953. | 1961. | 1971. | 1981. | 1991. | 2002. |
| ----------------- | ----- | ----- | ----- | ----- | ----- | ----- | ----- |
| Број домаћинстава | 102   | 83    | 113   | 116   | 132   | 150   | 141   |

| Број чланова      | 1  | 2  | 3  | 4  | 5  | 6 | 7 | 8 | 9 | 10 и више | Просек |
| ----------------- | -- | -- | -- | -- | -- | - | - | - | - | --------- | ------ |
| Број домаћинстава | 29 | 42 | 19 | 25 | 15 | 7 | 2 | 1 | 0 | 1         | 2,97   |

| Пол    | Укупно | Неожењен/Неудата | Ожењен/Удата | Удовац/Удовица | Разведен/Разведена | Непознато |
| ------ | ------ | ---------------- | ------------ | -------------- | ------------------ | --------- |
| Мушки  | 188    | 64               | 108          | 13             | 2                  | 1         |
| Женски | 176    | 37               | 107          | 28             | 4                  | 0         |
| УКУПНО | 364    | 101              | 215          | 41             | 6                  | 1         |

| Пол    | Укупно                    | Пољопривреда, лов и шумарство | Рибарство                            | Вађење руде и камена | Прерађивачка индустрија       |
| ------ | ------------------------- | ----------------------------- | ------------------------------------ | -------------------- | ----------------------------- |
| Мушки  | 77                        | 4                             | 2                                    | 3                    | 38                            |
| Женски | 32                        | 3                             | 0                                    | 0                    | 14                            |
| УКУПНО | 109                       | 7                             | 2                                    | 3                    | 52                            |
| Пол    | Производња и снабдевање   | Грађевинарство                | Трговина                             | Хотели и ресторани   | Саобраћај, складиштење и везе |
| Мушки  | 7                         | 5                             | 1                                    | 4                    | 4                             |
| Женски | 2                         | 1                             | 4                                    | 0                    | 0                             |
| УКУПНО | 9                         | 6                             | 5                                    | 4                    | 4                             |
| Пол    | Финансијско посредовање   | Некретнине                    | Државна управа и одбрана             | Образовање           | Здравствени и социјални рад   |
| Мушки  | 0                         | 0                             | 5                                    | 1                    | 2                             |
| Женски | 0                         | 0                             | 1                                    | 3                    | 3                             |
| УКУПНО | 0                         | 0                             | 6                                    | 4                    | 5                             |
| Пол    | Остале услужне активности | Приватна домаћинства          | Екстериторијалне организације и тела | Непознато            | Непознато                     |
| Мушки  | 1                         | 0                             | 0                                    | 0                    | 0                             |
| Женски | 1                         | 0                             | 0                                    | 0                    | 0                             |
| УКУПНО | 2                         | 0                             | 0                                    | 0                    | 0                             |